# Ján Palárik
Ján Palárik (Trencsénrákó, Trencsén vármegye, 1822. április 17. – Majtény, 1870. december 7.) szlovák drámaíró, római katolikus plébános. Írói álneve: Ján Beskydov.

## Élete
A gimnáziumot Zsolnán és Kecskeméten végezte. 1839-ben papnövendék lett az esztergomi főegyházmegyében és egy évet a pozsonyi Emericanumbun töltött. 1840-től a bölcseletet és teológiát Nagyszombatban hallgatta, barátjával Viktorin Józseffel együtt 1847. január 16-án pappá szentelték. Segédlelkész volt Óbarson, 1850-ben Szélaknán, 1851. július 6-tól Selmecbányán, 1852. december 6-tól Budapest-Terézvárosban. 1862-ben plébános lett Majtényban (Pozsony megye), itt is hunyt el.
Cikkeket írt a tót Cyrill-Methodba (1850.) és a kat. Novinyba (1854-55.).

## Művei
- Ohlas Pravdy ... Pest, 1852. (Az igazság szava a szláv írásmódot illetőleg)
- Spisy pre mládez . (Ugyanott, 1855.) (Schmidt Kristóf ifjúsági iratainak fordítása)
- Znelky k slavnosti cirkevného Wisviacaniae novo vystavenej Basiliky, Ostrihomskej ... Buda, 1856. (Beszéd, az esztergomi bazilika fölszentelésekor)
- Reč, kterú pri slavných zaduśnicách dni 31 ladna 1861. vo fárskom chráme u sv. Anny v. Budine... Uo. 1861. (Hanka Venczel gyászünnepélyén mondott beszéd)
- Sobrané dramatické. Pest, 1870. (Összegyűjtött drámái)

A császári és királyi helytartótanács megbízásából átdolgozta a használatban volt cseh Kátét, ábécés könyvet, az I. és II. osztályos olvasókönyvet és nyelvtant.
Drámákat és vígjátékokat is írt: Zmierenie alebo Dobrodružstvo pri obžinkoch (Kibékülés; vígjáték három felvonásban), Inkognito (vígjáték négy felvonásban), mely szerbre lefordíttatott és 1861-ben egy szerb színésztársaság által előadatott; Drotár, melyet Vapkovic fordított le horvátra s a zágrábi színházban gyakran előadták; Dimitrij Samosvanec (szomorújáték öt felvonásban).
Szerkesztette a Cyrill és Method című első szlovák egyházi lapot, a List pre výchovu, školu a literatúru c. melléklappal 1850. március 14-től 1852. július 9-ig; a Katolické Noviny-t 1852-től 1855. június 30-ig a Szent István-társulat kiadásában; 1858-ban pedig Viktorin Józseffel kiadta a Concordia folyóiratot Budán.